# Ilhas Virgens Britânicas nos Jogos Olímpicos de Verão de 2008
As Ilhas Virgens Britânicas participaram dos Jogos Olímpicos de Verão de 2008, em Pequim, na China. A nação estreou nos Jogos em 1984 e esta foi sua 7ª participação.

## Desempenho

### Atletismo
| Atleta           | Prova                        | Elims. | Elims. | Quartas | Quartas | Semifinal   | Semifinal   | Final       | Final       |
| Atleta           | Prova                        | Res.   | Pos.   | Res.    | Pos.    | Res.        | Pos.        | Res.        | Pos.        |
| ---------------- | ---------------------------- | ------ | ------ | ------- | ------- | ----------- | ----------- | ----------- | ----------- |
| Eric Matthias    | Arremesso de disco masculino | 53.11  | 37     |         |         |             |             | Não avançou | Não avançou |
| Tahesia Harrigan | 100 m feminino               | 11.46  | 25 Q   | 11.36   | 16      | Não avançou | Não avançou | Não avançou | Não avançou |